# Cyclone
Cyclone är ett flipperspel av typen Solid State Electronic (SS), producerat av det numera nedlagda företaget Williams.
Noterbart innehåll i detta flipperspel är 2 flippers, 3 pop bumpers, 2 rampar, 1 drop target, samt 1 scoop.
Det är möjligt att få extrakulor i spelet.